# Jalová
Jalová (em húngaro: Jármos) é um município da Eslováquia, situado no distrito de Snina, na região de Prešov. Tem 2,79 km² de área e sua população em 2018 foi estimada em 63 habitantes.

## Demografia
| Ano:        | 1994 | 2004   | 2014    | 2024    |
| ----------- | ---- | ------ | ------- | ------- |
| Broj ljudi: | 97   | 89     | 73      | 60      |
| Razlika:    |      | -8,24% | -17,97% | -17,80% |

| Ano:               | 2023 | 2024   |
| ------------------ | ---- | ------ |
| Número de pessoas: | 63   | 60     |
| Diferença:         |      | -4,76% |